# بلتون (لسترشر)
بلتون (به انگلیسی: Belton) یک روستا و محله مدنی در بریتانیا است که در North West Leicestershire واقع شده‌است. بلتون ۷۳۴ نفر جمعیت دارد.